# Ward (naam)
Ward is een Middelengelse jongensnaam met als betekenis beschermer. Het is een eenstammige verkorting van Germaanse namen met -ward. (zoals Edward of Adelward).
Varianten zijn: Warda, Wardina en Wardy.

## Bekende naamdragers
- Ward Sels, Belgisch wielrenner
- Ward Burton, Amerikaans autocoureur
- Ward Kerremans, Belgisch acteur
- Ward Leemans, Belgisch politicus en socioloog
- Ward Janssens, Belgisch wielrenner
- Ward Beysen, Belgisch politicus
- Ward Hulselmans, Belgisch scenarist en journalist
- Ward Kennes, Belgisch politicus
- Ward Bond, Amerikaans acteur
- Ward Ramaekers, Belgisch taalkundige en auteur
- Ward De Ravet, Belgisch acteur
- Ward Cortvriendt, Nederlands abt
- Ward Schroeven, Belgisch veldloper
- Ward Hermans, Belgisch politicus en dichter
- Ward Bauwens, Belgisch zwemmer
- Ward Lernout, Belgisch schilder
- Ward Cunningham, Amerikaans computerprogrammeur
- Ward Ruyslinck, Belgisch schrijver

## Pseudoniemen
- Ward Ruyslinck, pseudoniem van de Belgische auteur Raymond De Belser